# Adast

Adast este o comună în departamentul Hautes-Pyrénées din sudul Franței. În 2009 avea o populație de 253 de locuitori.

## Evoluția populației
| An        | 1975 | 1982 | 1990 | 1999 | 2006 | 2009 |
| --------- | ---- | ---- | ---- | ---- | ---- | ---- |
| Populație | 200  | 205  | 203  | 227  | 244  | 253  |